# Kansas City/Hey-Hey-Hey-Hey!
Kansas City/Hey-Hey-Hey-Hey! is een medley van de nummers Kansas City en Hey-Hey-Hey-Hey! De medley stond op het repertoire van onder andere Little Richard en The Beatles.
Kansas City is in 1952 geschreven door het songwritersduo Jerry Leiber & Mike Stoller. Het is in de loop der jaren door meer dan driehonderd artiesten opgenomen. Hey-Hey-Hey-Hey! is een nummer van Richard Penniman, alias Little Richard. Het was de B-kant van zijn single Good golly Miss Molly uit 1958.
Little Richard was ook de eerste die tijdens zijn optredens de twee nummers combineerde tot een medley.

## Versie van The Beatles
The Beatles kenden Little Richard van gezamenlijke optredens in Engeland en Hamburg in 1962 en waren met hem bevriend geraakt. Ze gingen zijn medley ook zingen. Na 1962 verdween de medley geleidelijk uit hun repertoire, maar toen ze op 17 september 1964 tijdens hun tweede Amerikaanse tournee in Kansas City (Missouri) optraden, speelden ze de medley weer, tot groot enthousiasme van het publiek.
Op  18 oktober 1964 nam de groep in de Abbey Road Studios de medley op voor het album Beatles for Sale. De bezetting was:
- Paul McCartney, zang, basgitaar, klappen
- John Lennon, achtergrondzang, slaggitaar, klappen
- George Harrison, achtergrondzang, sologitaar, klappen
- Ringo Starr, drums, klappen
- George Martin, piano

Behalve op Beatles for Sale staat het nummer ook op het Amerikaanse album Beatles VI.
Op dezelfde dag werd de medley nog een tweede maal opgenomen. Deze versie is pas uitgebracht in 1995 op Anthology 1.
Andere, live opgenomen versies van de medley staan op Live! at the Star-Club in Hamburg, Germany; 1962 en Live at the BBC.
In 1965 werd de versie die op Beatles for Sale en Beatles VI staat, in de Verenigde Staten uitgebracht als B-kant van een single met op de A-kant Boys (Capitol Starline 6066). Het was een van de weinige singles van The Beatles die de Billboard Hot 100 niet haalden.